# Bolesław Wallek-Walewski

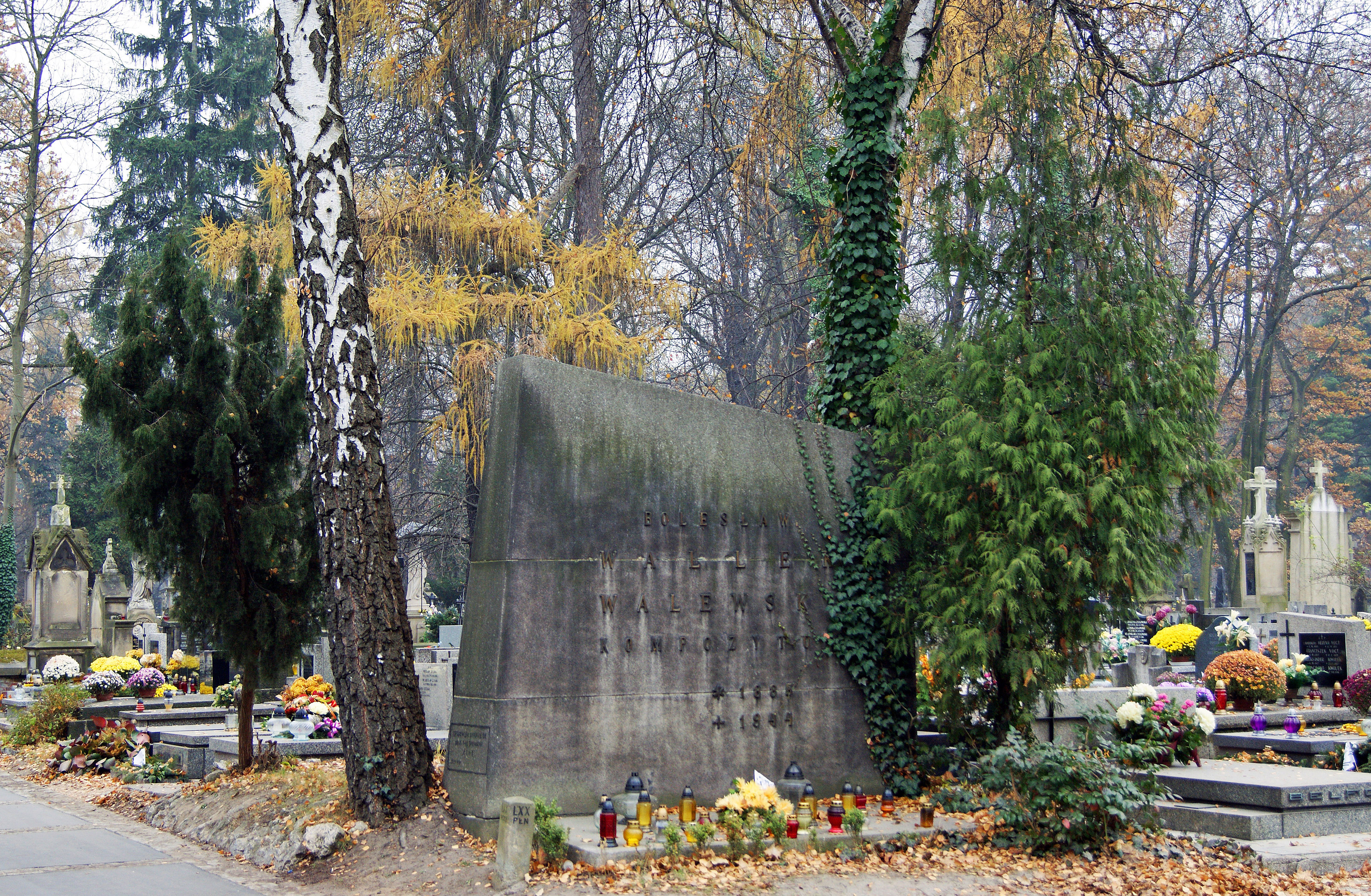
Nagrobek kompozytora na krakowskim cmentarzu Rakowickim

Bolesław Wallek-Walewski (ur. 23 stycznia 1885 we Lwowie, zm. 9 kwietnia 1944 w Krakowie) – polski kompozytor i dyrygent, wykładowca i dyrektor Konserwatorium Towarzystwa Muzycznego w Krakowie (obecnie Akademia Muzyczna).

## Życiorys
Studiował u Stanisława Niewiadomskiego w Konserwatorium Towarzystwa Muzycznego we Lwowie, od 1900 r. u Władysława Żeleńskiego i Felicjana Szopskiego w Konserwatorium w Krakowie, a następnie w latach 1906–07 u Hugona Riemanna w Lipsku. Od 1910 był profesorem w Konserwatorium w Krakowie, a od 1938 do wybuchu II wojny światowej pełnił funkcję dyrektora Konserwatorium. Wraz z Klarą Czop-Umlaufową i Bolesławem Raczyńskim zorganizował Instytut Muzyczny oraz założył Krakowskie Towarzystwo Operowe.
Zasłynął jako dyrygent chórów akademickich. W latach 1903–1919 był dyrygentem Krakowskiego Chóru Akademickiego, w latach 1917–1919 Opery w Warszawie. W 1919 w Krakowie założył chór męski Krakowskie Towarzystwo Śpiewackie "Echo", którym kierował do 1938, oraz z którym koncertował w Polsce i za granicą (m.in. Holandia, Rumunia, Bułgaria, Turcja, Jugosławia, Węgry, Czechy, Austria). Opracowywał kompozycje na wykonanie chóru z orkiestrą. Był obdarzony słuchem absolutnym (jego orkiestra stroiła instrumenty na podstawie zaśpiewanego przez niego tonu "a").
Jego najważniejsze kompozycje chóralne to: Rapsod burzowy, Deszcz w słońcu, Bajeczka o myszce, Bajka o Kasi i królewiczu (do słów Lucjana Rydla), Pogrzeb Kazimierza Wielkiego (do słów Stanisława Wyspiańskiego), Giewontowa baśń, Pieśni góralskie, Te Deum, Wesel się Królowo Nieba. Skomponował też opery Dola (1918 lub 1919) i Pomsta Jontkowa (1926 - jego autorska kontynuacja Halki Stanisława Moniuszki) napisane do własnych tekstów oraz Żona dwóch mężów (1920) do libretta Jerzego Guranowskiego, a także utwory na orkiestrę: Zygmunt August i Barbara, Suita liryczna i gawędę Paweł i Gaweł.
Odznaczony Krzyżem Oficerskim Orderu Odrodzenia Polski (1929).
Został pochowany ma cmentarzu Rakowickim w Krakowie. Jego pogrzeb stał się nieformalną manifestacją patriotyczną. Zaniepokojeni Niemcy, widząc tłumy na pogrzebie, ściągnęli wozy policyjne w rejon cmentarza, by udaremnić ewentualne wystąpienia ludności, których się obawiali.
Jego dziadkami byli Adolf Walek (Waleck) - radca Namiestnictwa we Lwowie i Karolina Krenth, rodzicami Adolf Wal(l)ek-Walewski (który dokonał zmiany nazwiska na "Walewski" - aktor lwowski, następnie reżyser teatralny w Krakowie) i Joanna Gello. Jego bratankiem był Marian Wallek-Walewski.